# Våmhus kyrka
Våmhus kyrka är en kyrkobyggnad i samhället Våmhus vid Orsasjöns nordvästra sida. Den tillhör Mora församling i Västerås stift.

## Träkapellet
Första kyrkan i Våmhus var ett träkapell som uppfördes 1635. Kapellet bestod av ett rektangulärt långhus med ett rakt avslutat kor i öster. Vid norra sidan fanns en vidbyggd sakristia. Omkring år 1651 förlängdes långhuset nio alnar åt väster och ett nytt vapenhus byggdes vid västra kortsidan. 1659 försågs kyrkorummets trävalv med målningar som skildrade Jesu liv från Bebådelsen till Yttersta domen samt Paradiset. En ny sakristia tillkom 1727. Kapellet revs 1789.

## Nuvarande kyrka
Nuvarande stenkyrka i sengustaviansk stil uppfördes 1780 – 1794 ett hundratal meter nordväst om tidigare kapell. Grunden lades redan 1771 – 1773, men arbetet avstannade och återupptogs först 1780. Kyrkan togs i bruk 1789 och färdigställdes 1794 då den också invigdes.
Kyrkobyggnaden består av ett rektangulärt långhus med rakt avslutat kor i öster. Öster om koret finns en tresidig sakristia lika bred som långhuset. I väster finns ett kvadratiskt kyrktorn med åttakantig lanternin och lökformad tornspira. I tornets bottenvåning finns vapenhus och huvudingång. Ännu en ingång finns mitt på långhusets södra sida. Långhuset har ett mansardtak som är valmat i öster ovanför sakristian.
Kyrkorummets innertak har ett tunnvalv av trä som fick dekormålningar vid en restaurering på 1950-talet. Kyrkorummet har tegelgolv i gångarna och brädgolv i bänkkvarteren.

## Inventarier
- Den åttakantiga dopfunten av trä är från 1662 och fördes över från gamla kapellet.
- Gamla predikstolen från 1600-talet fanns tidigare i kapellet.
- Två ljuskronor från 1700-talet fanns tidigare i kapellet.
- Nuvarande predikstol från 1806 är byggd av Krång Lars Ersson på Sollerön efter ritningar av Gustaf Ulrik Boman i Stockholm. Dess korg är tresidig med en rundad framsida. Tillhörande ljudtak har samma utformning som korgen. Under taket hänger en förgylld duva från 1810 som är snidad av Ask Jon Hansson.
- Altaruppsatsen är från 1807.
- I tornet hänger två kyrkklockor som fanns i gamla kapellet. Lillklockan, som ursprungligen fanns i Mora kyrka, är inköpt 1651 och omgjuten 1672 i Mora. Storklockan är gjuten i Stockholm och tillkom 1735.
- Nuvarande läktarorgel byggdes 1973 av Hammarbergs Orgelbyggeri AB, Göteborg. Orgeln har mekanisk traktur och elektrisk registratur. Den har 2 fria kombinationer. Tutti. Cymbelstjärna

| Man I. Huvudverk C-g3 | Man II. Svällverk C-g3 | Pedal C-f1    | Koppel |
| --------------------- | ---------------------- | ------------- | ------ |
| Kvintadena 16'        | Rörflöjt 8'            | Subbas 16'    | II/I   |
| Principal 8'          | Salicional 8'          | Gedacktbas 8' | II/P   |
| Borduna 8'            | Gemshorn 4'            | Oktavbas 4'   | I/P    |
| Oktava 4'             | Principal 2'           | Nachthorn 2'  |        |
| Waldflöjt 2'          | Nasat 1 1/3'           | Fagott 16'    |        |
| Mixtur IV-V           | Cymbel III             |               |        |
| Sesquialtera II       | Hautbois 8'            |               |        |
| Trumpet 8'            | Tremulant              |               |        |